# Demografía de Aragón
Según los datos estadísticos del IAEST, a fecha 1 de enero de 2020, la población de Aragón era de 1 329 391 de habitantes, lo que suponía el 2,80 % del total de la población española y contaba con una densidad de población de 27,85 hab/km².

## Evolución demográfica de Aragón

### Población según censos
|            | 1594      | 1787      | 1857      | 1887      | 1900      | 1910      | 1920      | 1930      | 1940      |
| ---------- | --------- | --------- | --------- | --------- | --------- | --------- | --------- | --------- | --------- |
| Población  | 354 920   | 623 055   | 880 643   | 912 197   | 912 711   | 952 743   | 997 154   | 1 031 559 | 1 058 806 |
| Porcentaje | 4,32 %    | 5,96 %    | 5,69 %    | 5,19 %    | 4,90 %    | 4,77 %    | 4,66 %    | 4,36 %    | 4,07 %    |
|            | 1950      | 1960      | 1970      | 1981      | 1991      | 2001      | 2011      | 2021      |           |
| Población  | 1 094 002 | 1 105 498 | 1 152 708 | 1 213 099 | 1 221 546 | 1 199 753 | 1 346 293 | 1 336 889 |           |
| Porcentaje | 3,89 %    | 3,61 %    | 3,39 %    | 3,21 %    | 3,10 %    | 2,92 %    | 2,85 %    | 2,81 %    |           |

### Gráficas
| Gráfica de evolución demográfica de Demografía de Aragón entre 1900 y 2000 |
|                                                                            |

| Gráfica de evolución demográfica de Demografía de Aragón entre 1990 y 2010 |
|                                                                            |

## Distribución de la población por provincias
| #  | Provincia             | 2024      | %     |
| -- | --------------------- | --------- | ----- |
| 01 | Provincia de Zaragoza | 983 539   | 72,98 |
| 02 | Provincia de Huesca   | 228 634   | 16,96 |
| 03 | Provincia de Teruel   | 135 661   | 10,06 |
| #  | Aragón                | 1 347 834 | 100,0 |

## Zaragoza y Aragón
| Ámbito territorial    | 2019      | %     |
| --------------------- | --------- | ----- |
| Ciudad de Zaragoza    | 681 877   | 51,16 |
| Comarca Central       | 768 141   | 57,33 |
| Provincia de Zaragoza | 972 528   | 73,12 |
| Aragón                | 1 329 391 | 100,0 |

## Municipios más poblados

### Municipios con más de 500000 habitantes

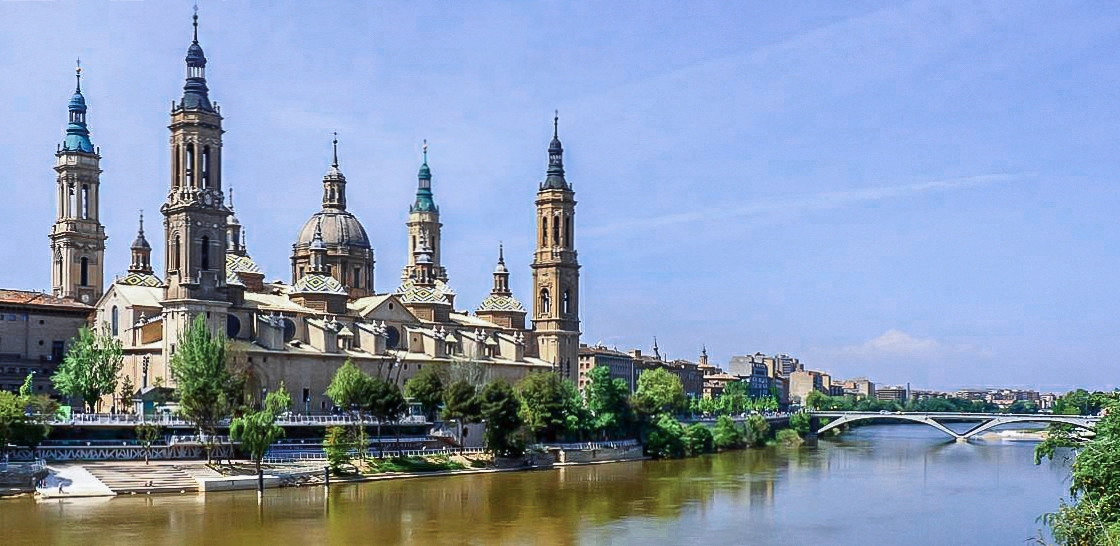
Zaragoza

Municipios con una población mayor de 500 000 habitantes y menor de 1 000 000 habitantes:
| #  | Municipio | Comarca | Provincia | 2024    |
| -- | --------- | ------- | --------- | ------- |
| 01 | Zaragoza  | Central | Zaragoza  | 686 986 |

### Municipios con más de 50000 habitantes

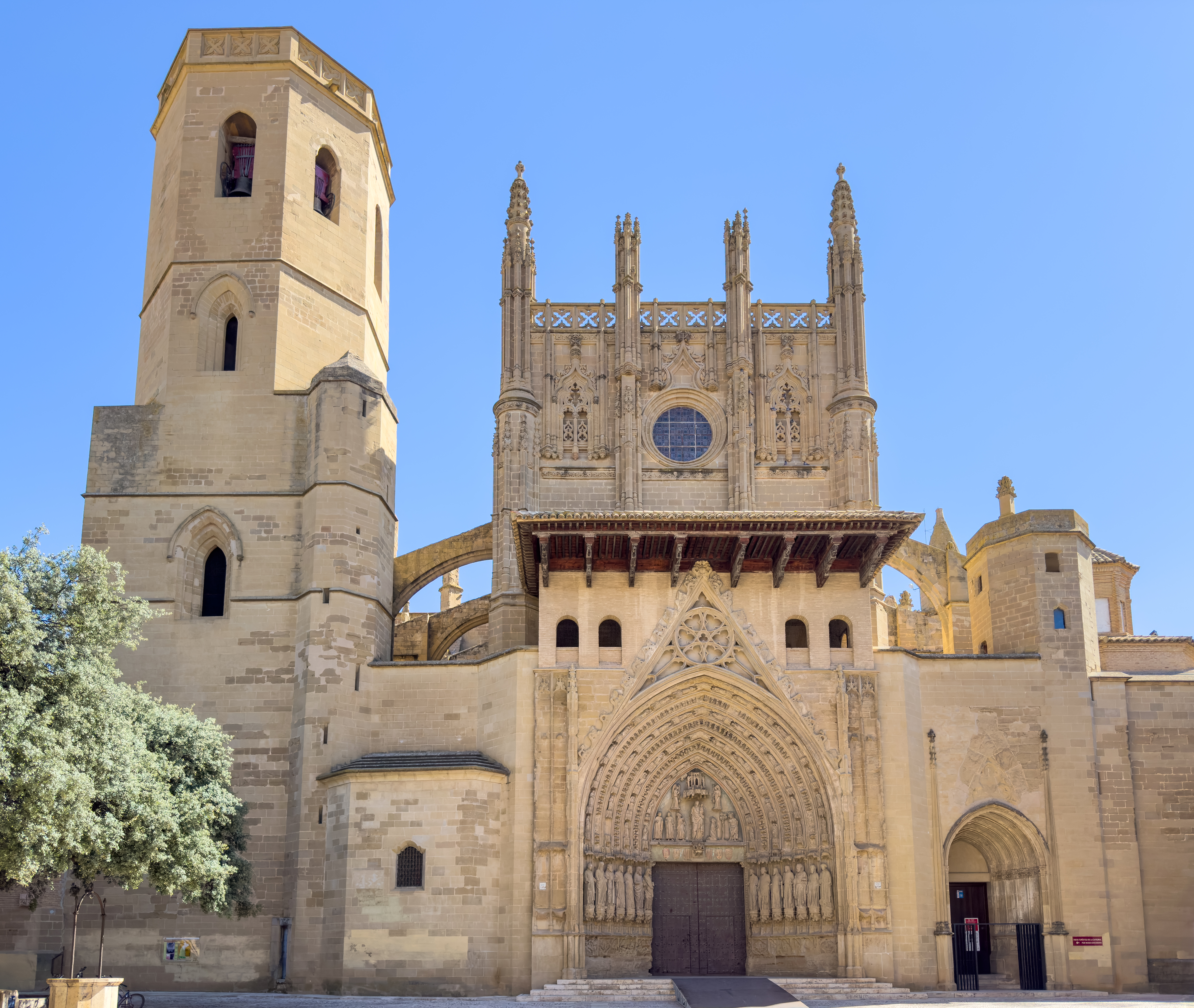
Huesca

Municipios con una población mayor de 50 000 habitantes y menor de 100 000 habitantes:
| #  | Municipio | Comarca | Provincia | 2024   |
| -- | --------- | ------- | --------- | ------ |
| 01 | Huesca    | La Hoya | Huesca    | 54 704 |

### Municipios con más de 20000 habitantes

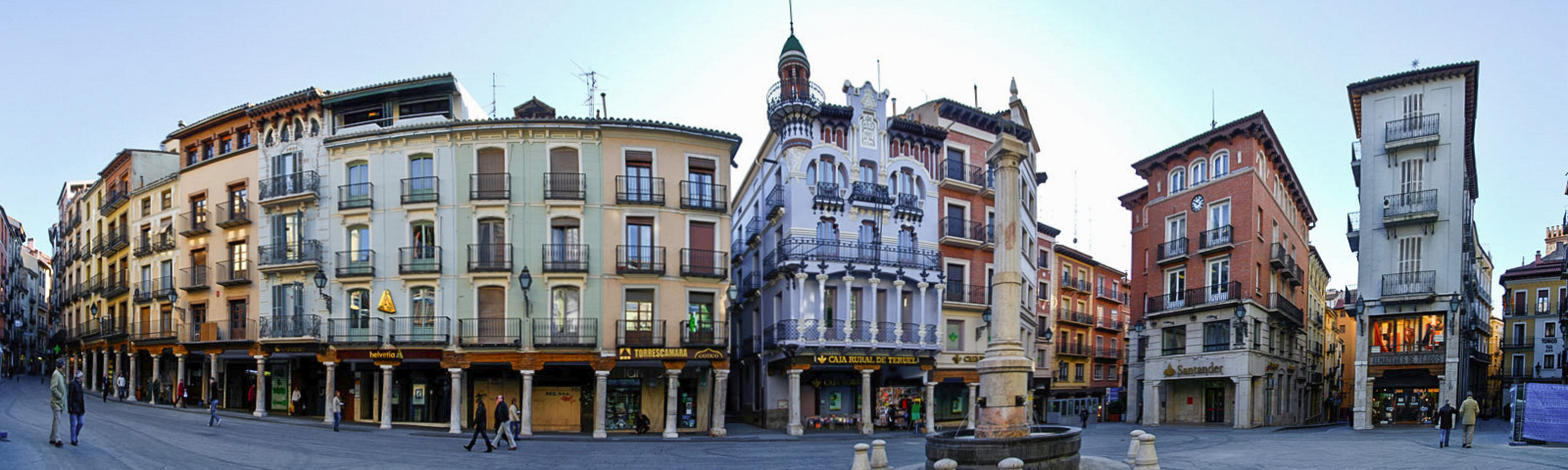
Teruel

Municipios con una población mayor de 20 000 habitantes y menor de 50 000 habitantes:
| #  | Municipio | Comarca             | Provincia | 2024   |
| -- | --------- | ------------------- | --------- | ------ |
| 01 | Teruel    | Comunidad de Teruel | Teruel    | 36 713 |

### Municipios con más de 10000 habitantes

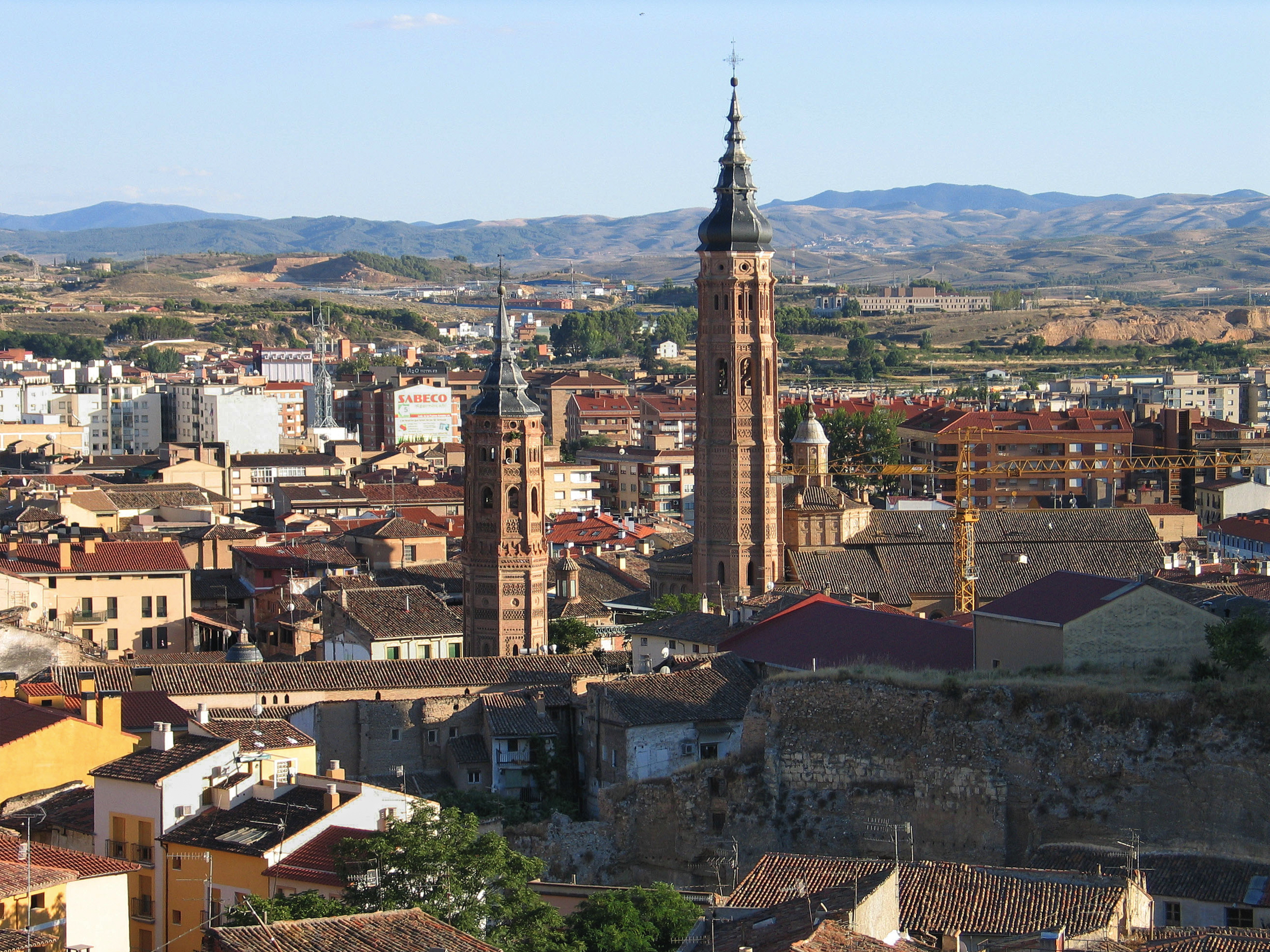
Calatayud

Municipios con una población mayor de 10 000 habitantes y menor de 20 000 habitantes:
| #  | Municipio              | Comarca                | Provincia | 2024   |
| -- | ---------------------- | ---------------------- | --------- | ------ |
| 01 | Calatayud              | Comunidad de Calatayud | Zaragoza  | 19 850 |
| 02 | Utebo                  | Central                | Zaragoza  | 19 022 |
| 03 | Monzón                 | Cinca Medio            | Huesca    | 18 152 |
| 04 | Barbastro              | Somontano              | Huesca    | 17 558 |
| 05 | Ejea de los Caballeros | Cinco Villas           | Zaragoza  | 17 113 |
| 06 | Alcañiz                | Bajo Aragón            | Teruel    | 16 247 |
| 07 | Fraga                  | Bajo Cinca             | Huesca    | 15 390 |
| 08 | Cuarte de Huerva       | Central                | Zaragoza  | 15 112 |
| 09 | Jaca                   | La Jacetania           | Huesca    | 13 883 |
| 10 | Tarazona               | Tarazona y el Moncayo  | Zaragoza  | 10 803 |
| 11 | Caspe                  | Bajo Aragón-Caspe      | Zaragoza  | 10 432 |
| 12 | Binéfar                | La Litera              | Huesca    | 10 118 |

### Municipios con más de 5000 habitantes

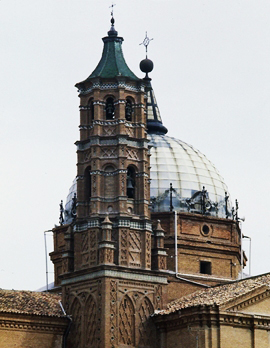
La Almunia de Doña Godina

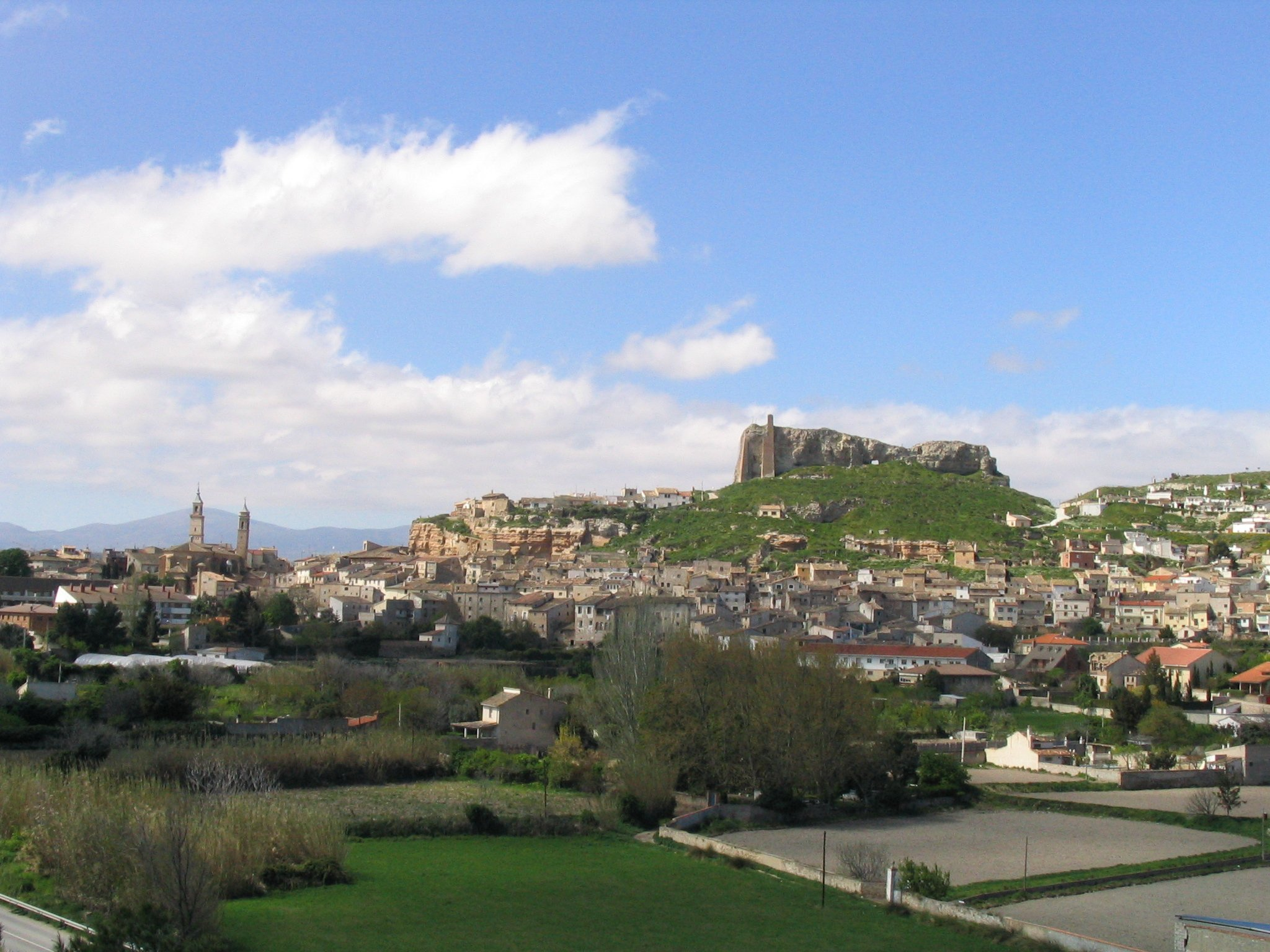
Borja

Municipios con una población mayor de 5000 habitantes y menor de 10 000 habitantes:
| #  | Municipio                 | Comarca              | Provincia | 2024 |
| -- | ------------------------- | -------------------- | --------- | ---- |
| 01 | Sabiñanigo                | Alto Gállego         | Huesca    | 9592 |
| 02 | Zuera                     | Central              | Zaragoza  | 8709 |
| 03 | La Almunia de Doña Godina | Valdejalón           | Zaragoza  | 7937 |
| 04 | Alagón                    | Ribera Alta          | Zaragoza  | 7450 |
| 05 | Andorra                   | Andorra-S.ª de Arcos | Teruel    | 7258 |
| 06 | Tauste                    | Cinco Villas         | Zaragoza  | 6817 |
| 07 | La Muela                  | Valdejalón           | Zaragoza  | 6564 |
| 08 | La Puebla de Alfindén     | Central              | Zaragoza  | 6426 |
| 09 | María de Huerva           | Central              | Zaragoza  | 6371 |
| 10 | Borja                     | Campo de Borja       | Zaragoza  | 5191 |

### Municipios con más de 3000 habitantes

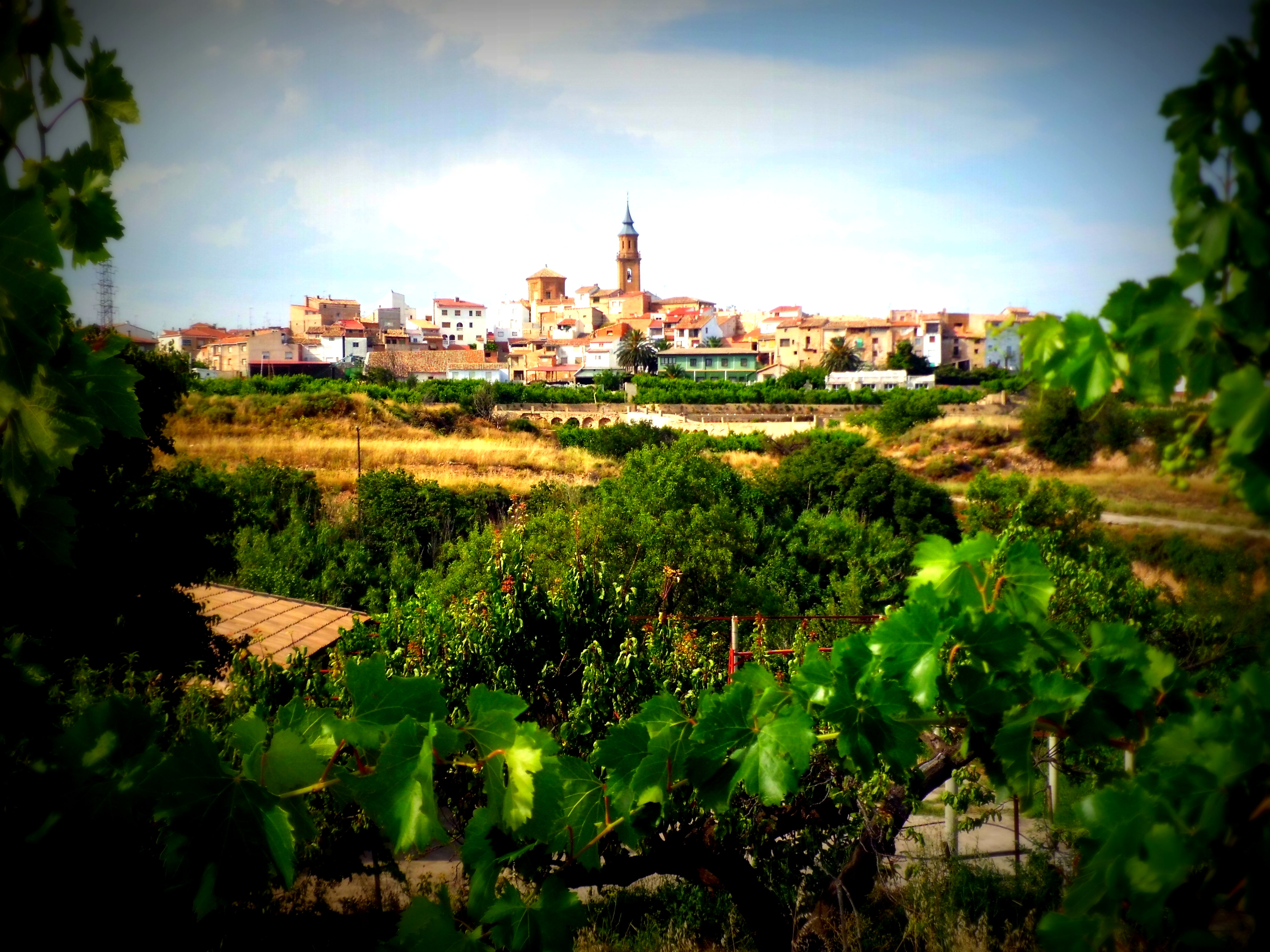
Calanda

Municipios con una población mayor de 3000 habitantes y menor de 5000 habitantes:
| #  | Municipio             | Comarca           | Provincia | 2024 |
| -- | --------------------- | ----------------- | --------- | ---- |
| 01 | Villanueva de Gállego | Central           | Zaragoza  | 4814 |
| 02 | Cadrete               | Central           | Zaragoza  | 4639 |
| 03 | Fuentes de Ebro       | Central           | Zaragoza  | 4631 |
| 04 | Épila                 | Valdejalón        | Zaragoza  | 4565 |
| 05 | Pinseque              | Ribera Alta       | Zaragoza  | 4551 |
| 06 | Calamocha             | Jiloca            | Teruel    | 4542 |
| 07 | Sariñena              | Los Monegros      | Huesca    | 4135 |
| 08 | Pedrola               | Ribera Alta       | Zaragoza  | 3766 |
| 09 | Calanda               | Bajo Aragón       | Teruel    | 3678 |
| 10 | Cariñena              | Campo de Cariñena | Zaragoza  | 3456 |
| 11 | Tamarite de Litera    | La Litera         | Huesca    | 3429 |
| 12 | San Mateo de Gállego  | Central           | Zaragoza  | 3409 |
| 13 | Graus                 | La Ribagorza      | Huesca    | 3380 |
| 14 | Alcorisa              | Bajo Aragón       | Teruel    | 3234 |
| 15 | Utrillas              | Cuencas Mineras   | Teruel    | 3102 |

### Municipios con más de 1000 habitantes

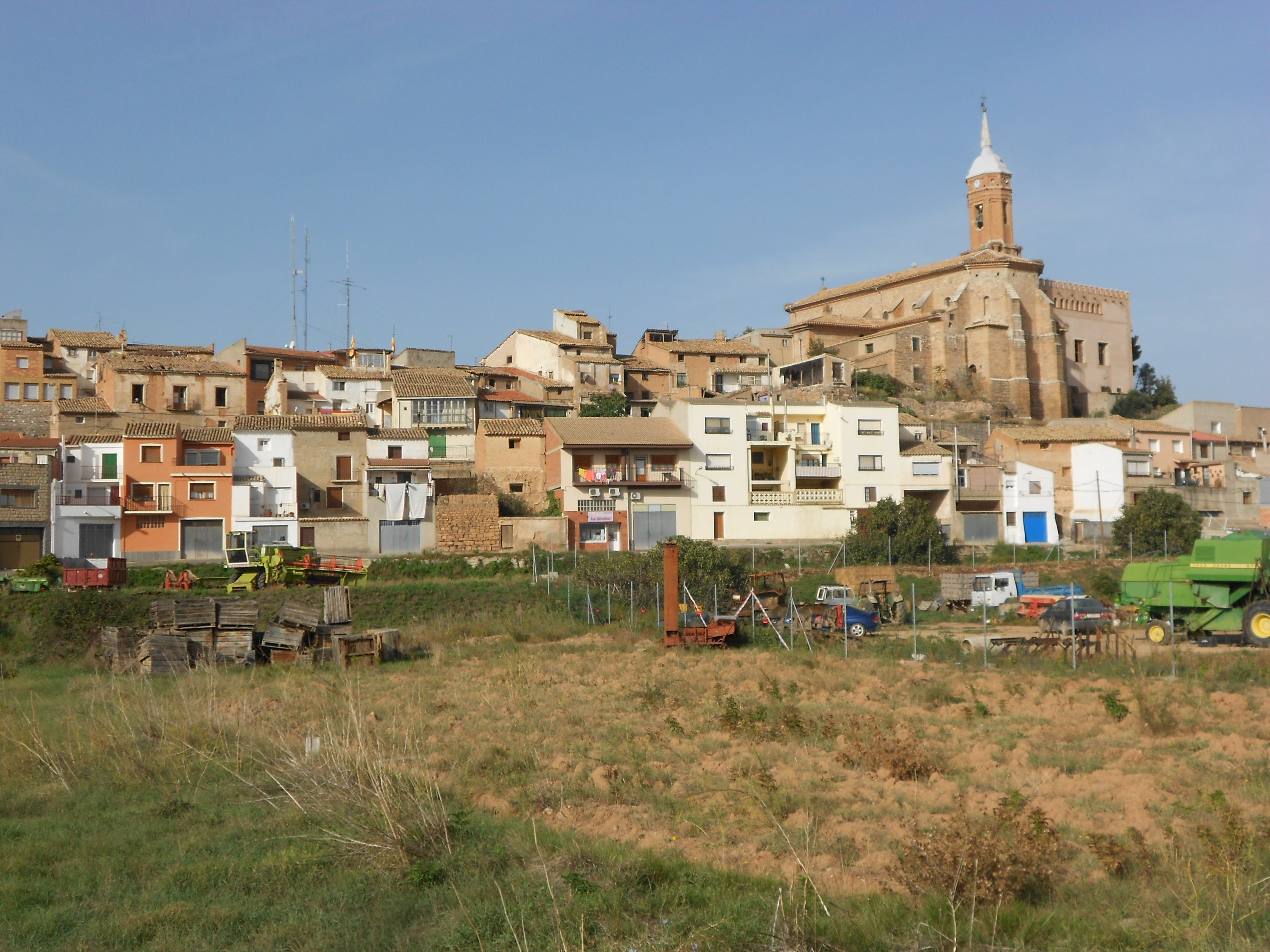
Calatorao

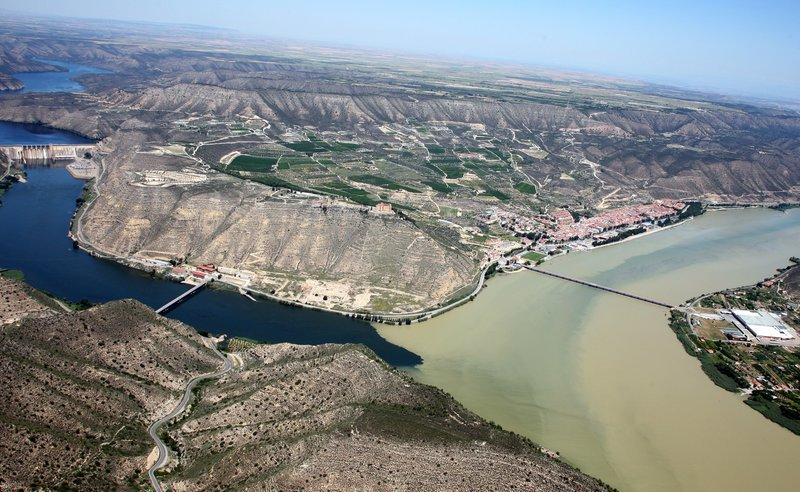
Mequinenza

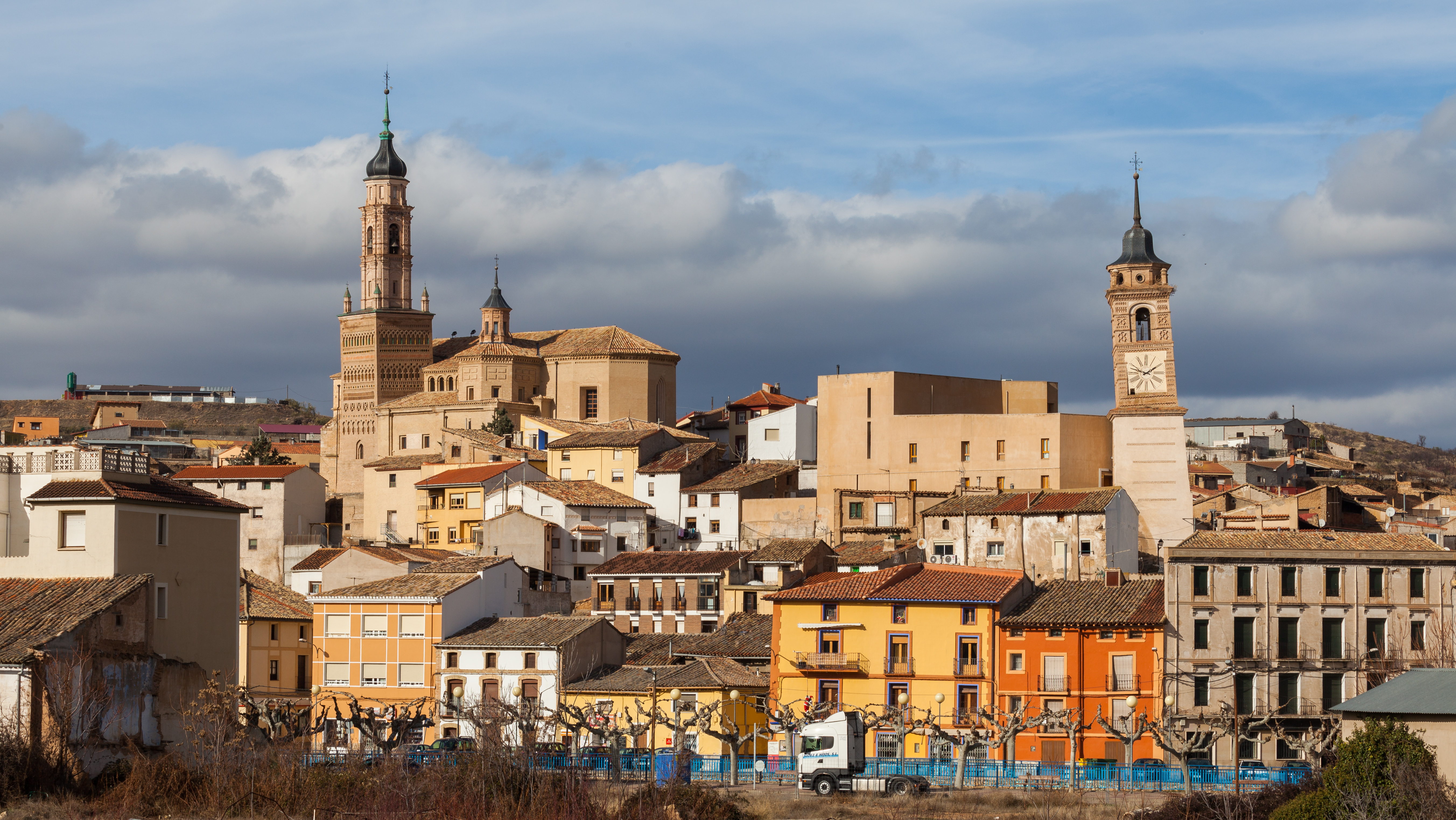
Ateca

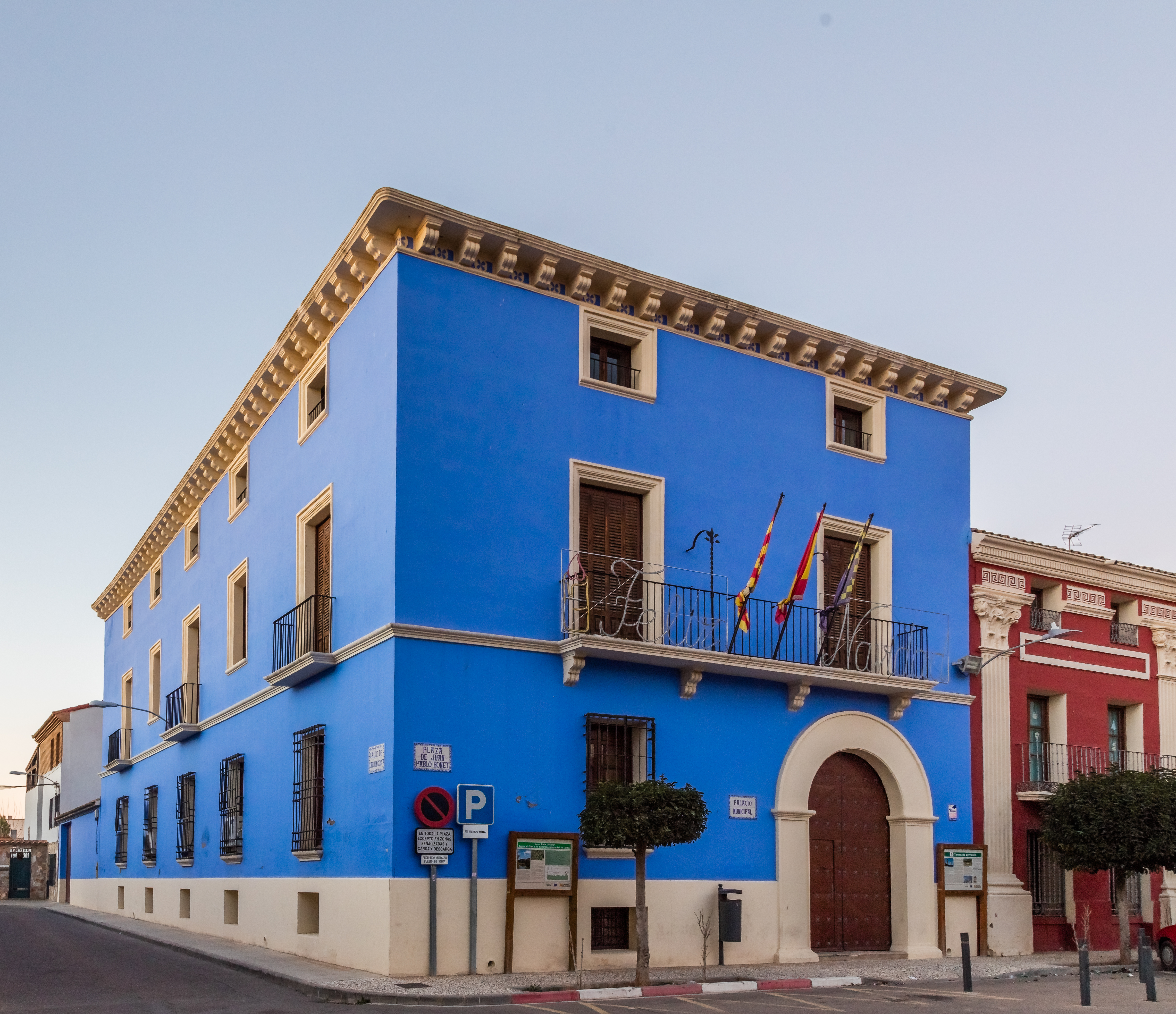
Torres de Berrellén

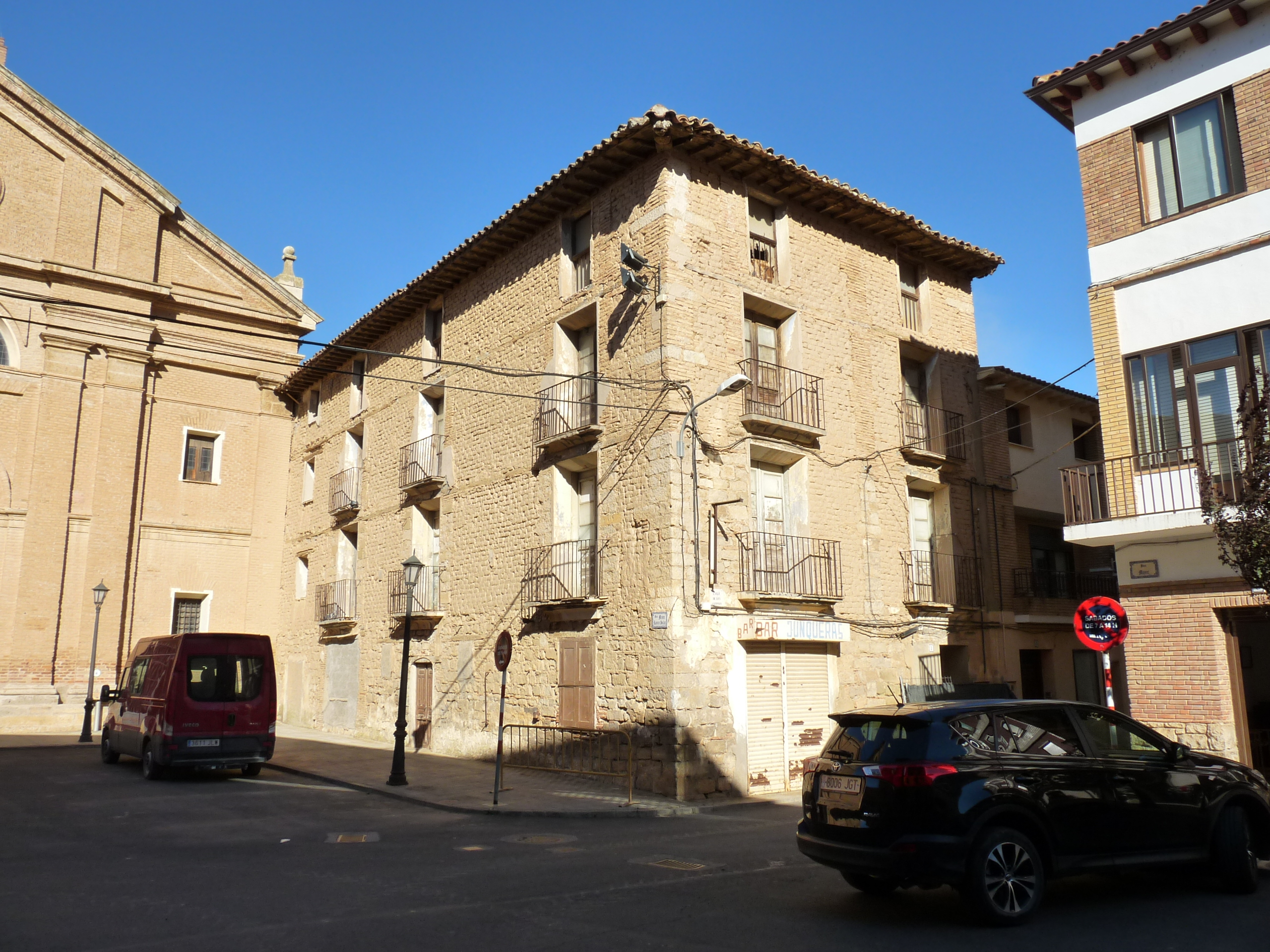
Alcolea de Cinca

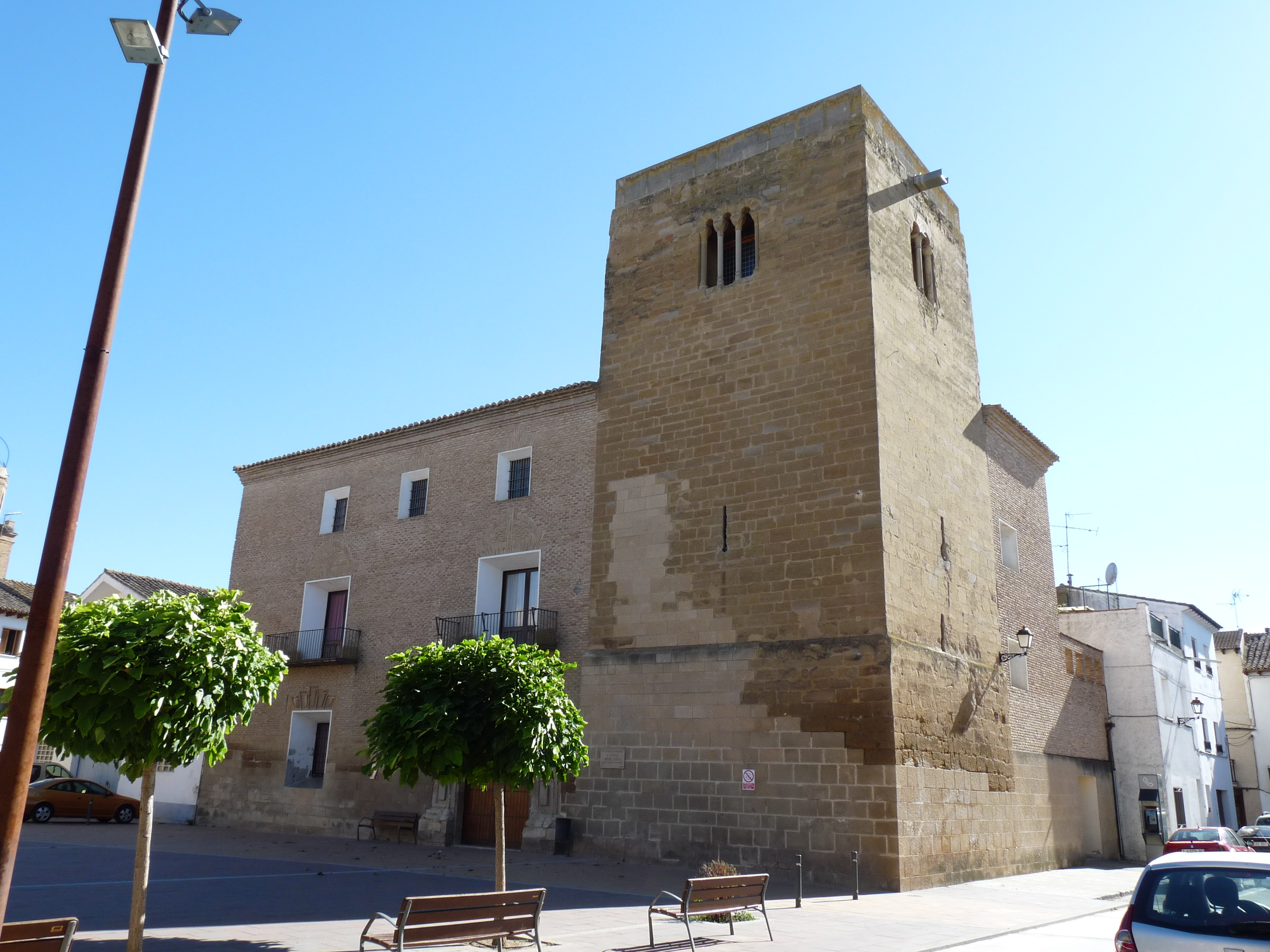
Albalate de Cinca

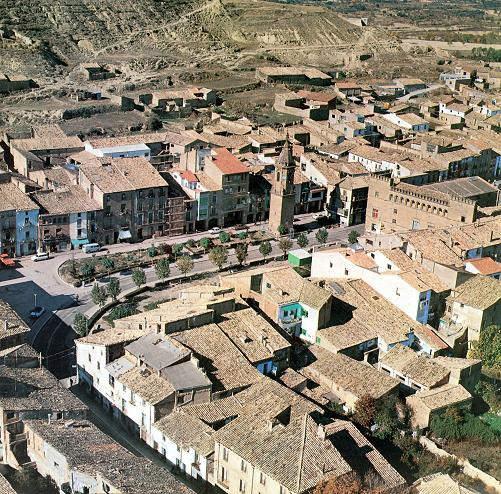
Ayerbe

Municipios con una población mayor de 1000 habitantes y menor de 3000 habitantes:
| #  | Municipio               | Comarca                | Provincia | 2024 |
| -- | ----------------------- | ---------------------- | --------- | ---- |
| 01 | Mallén                  | Campo de Borja         | Zaragoza  | 2951 |
| 02 | Ricla                   | Valdejalón             | Zaragoza  | 2949 |
| 03 | Calatorao               | Valdejalón             | Zaragoza  | 2906 |
| 04 | Villamayor de Gállego   | Central                | Zaragoza  | 2854 |
| 05 | Illueca                 | Aranda                 | Zaragoza  | 2727 |
| 06 | Burgo de Ebro           | Central                | Zaragoza  | 2704 |
| 07 | Cella                   | Comunidad de Teruel    | Teruel    | 2690 |
| 08 | Gallur                  | Ribera Alta            | Zaragoza  | 2603 |
| 09 | Valderrobres            | Matarraña              | Teruel    | 2545 |
| 10 | Monreal del Campo       | Jiloca                 | Teruel    | 2541 |
| 11 | Pina de Ebro            | Ribera Baja            | Zaragoza  | 2446 |
| 12 | Almudévar               | La Hoya                | Huesca    | 2437 |
| 13 | Alfajarín               | Central                | Zaragoza  | 2415 |
| 14 | Benasque                | La Ribagorza           | Huesca    | 2362 |
| 15 | Aínsa                   | Sobrarbe               | Huesca    | 2317 |
| 16 | Mequinenza              | Bajo Cinca             | Zaragoza  | 2232 |
| 17 | Maella                  | Bajo Aragón-Caspe      | Zaragoza  | 2089 |
| 18 | Albalate del Arzobispo  | Bajo Martín            | Teruel    | 1933 |
| 19 | Daroca                  | Campo de Daroca        | Zaragoza  | 1919 |
| 20 | Quinto                  | Ribera Baja            | Zaragoza  | 1884 |
| 21 | Zaidín                  | Bajo Cinca             | Huesca    | 1785 |
| 22 | Híjar                   | Bajo Martín            | Teruel    | 1760 |
| 23 | Ateca                   | Comunidad de Calatayud | Zaragoza  | 1732 |
| 24 | Grañén                  | Los Monegros           | Huesca    | 1696 |
| 25 | Mora de Rubielos        | Gúdar-Javalambre       | Teruel    | 1618 |
| 26 | Biescas                 | Alto Gállego           | Huesca    | 1609 |
| 27 | Binaced                 | Cinca Medio            | Huesca    | 1601 |
| 28 | Sallent de Gállego      | Alto Gállego           | Huesca    | 1516 |
| 29 | Belchite                | Campo de Belchite      | Zaragoza  | 1509 |
| 30 | Brea de Aragón          | Aranda                 | Zaragoza  | 1506 |
| 31 | Torres de Berrellén     | Ribera Alta            | Zaragoza  | 1506 |
| 32 | Alfamén                 | Campo de Cariñena      | Zaragoza  | 1494 |
| 33 | Muel                    | Campo de Cariñena      | Zaragoza  | 1474 |
| 34 | Altorricón              | La Litera              | Huesca    | 1472 |
| 35 | Gurrea de Gállego       | La Hoya                | Huesca    | 1427 |
| 36 | Pastriz                 | Central                | Zaragoza  | 1305 |
| 37 | Belver de Cinca         | Bajo Cinca             | Huesca    | 1270 |
| 38 | Figueruelas             | Ribera Alta            | Zaragoza  | 1270 |
| 39 | Sádaba                  | Cinco Villas           | Zaragoza  | 1258 |
| 40 | Mas de las Matas        | Bajo Aragón            | Teruel    | 1225 |
| 41 | Sarrión                 | Gúdar-Javalambre       | Teruel    | 1216 |
| 42 | Escatrón                | Ribera Baja            | Zaragoza  | 1177 |
| 43 | Montalbán               | Cuencas Mineras        | Teruel    | 1165 |
| 44 | Torrente de Cinca       | Bajo Cinca             | Huesca    | 1148 |
| 45 | Lanaja                  | Los Monegros           | Huesca    | 1141 |
| 46 | Albalate de Cinca       | Cinca Medio            | Huesca    | 1142 |
| 47 | Benabarre               | La Ribagorza           | Huesca    | 1137 |
| 48 | La Joyosa               | Ribera Alta            | Zaragoza  | 1132 |
| 49 | Sobradiel               | Ribera Alta            | Zaragoza  | 1127 |
| 50 | Alcolea de Cinca        | Cinca Medio            | Huesca    | 1109 |
| 51 | Magallón                | Campo de Borja         | Zaragoza  | 1093 |
| 52 | Boltaña                 | Sobrarbe               | Huesca    | 1102 |
| 53 | Sástago                 | Ribera Baja            | Zaragoza  | 1091 |
| 54 | Leciñena                | Los Monegros           | Zaragoza  | 1090 |
| 55 | Morata de Jalón         | Valdejalón             | Zaragoza  | 1082 |
| 56 | Ariza                   | Comunidad de Calatayud | Zaragoza  | 1082 |
| 57 | Ayerbe                  | La Hoya                | Huesca    | 1066 |
| 58 | Fabara                  | Bajo Aragón-Caspe      | Zaragoza  | 1047 |
| 59 | Ainzón                  | Campo de Borja         | Zaragoza  | 1043 |
| 60 | Remolinos               | Ribera Alta            | Zaragoza  | 1023 |
| 61 | Santa Eulalia del Campo | Comunidad de Teruel    | Teruel    | 1020 |
| 62 | Nonaspe                 | Bajo Aragón-Caspe      | Zaragoza  | 1012 |
| 63 | Luceni                  | Ribera Alta            | Zaragoza  | 1003 |
| 64 | Albarracín              | S.ª de Albarracín      | Teruel    | 1002 |

### Municipios con más de 900 habitantes y menos de 1000 habitantes
| #  | Municipio          | Comarca                | Provincia | 2024 |
| -- | ------------------ | ---------------------- | --------- | ---- |
| 01 | Gelsa              | Ribera Baja            | Zaragoza  | 986  |
| 02 | Calaceite          | Matarraña              | Teruel    | 960  |
| 03 | Bujaraloz          | Los Monegros           | Zaragoza  | 953  |
| 04 | Tardienta          | Los Monegros           | Huesca    | 937  |
| 05 | La Puebla de Híjar | Bajo Martín            | Teruel    | 934  |
| 06 | Alhama de Aragón   | Comunidad de Calatayud | Zaragoza  | 925  |
| 07 | Maluenda           | Comunidad de Calatayud | Zaragoza  | 915  |
| 08 | Panticosa          | Alto Gállego           | Huesca    | 909  |
| 09 | Nuez de Ebro       | Central                | Zaragoza  | 907  |
| 10 | La Sotonera        | Hoya de Huesca         | Huesca    | 903  |

### Distribución de los municipios de más de 1000 habitantes por provincias
| #  | KLK      | Entre 500 000 y 1 000 000 hab. | Entre 300 000 y 500 000 hab. | Entre 100 000 y 300 000 hab. | Entre 50 000 y 100 000 hab. | Entre 30 000 y 50 000 hab. | Entre 10 000 y 30 000 hab. | Entre 5000 y 10 000 hab. | Entre 3000 y 5000 hab. | Entre 1000 y 3000 hab. | Total Más de 1000 hab. |
| -- | -------- | ------------------------------ | ---------------------------- | ---------------------------- | --------------------------- | -------------------------- | -------------------------- | ------------------------ | ---------------------- | ---------------------- | ---------------------- |
| 01 | Zaragoza | 1                              | 0                            | 0                            | 0                           | 0                          | 6                          | 8                        | 11                     | 33                     | 58                     |
| 02 | Huesca   | 0                              | 0                            | 0                            | 1                           | 0                          | 4                          | 2                        | 3                      | 18                     | 28                     |
| 03 | Teruel   | 0                              | 0                            | 0                            | 0                           | 1                          | 1                          | 1                        | 4                      | 11                     | 18                     |
| #  | Aragón   | 1                              | 0                            | 0                            | 1                           | 1                          | 11                         | 11                       | 18                     | 62                     | 114                    |

## Población por comarcas

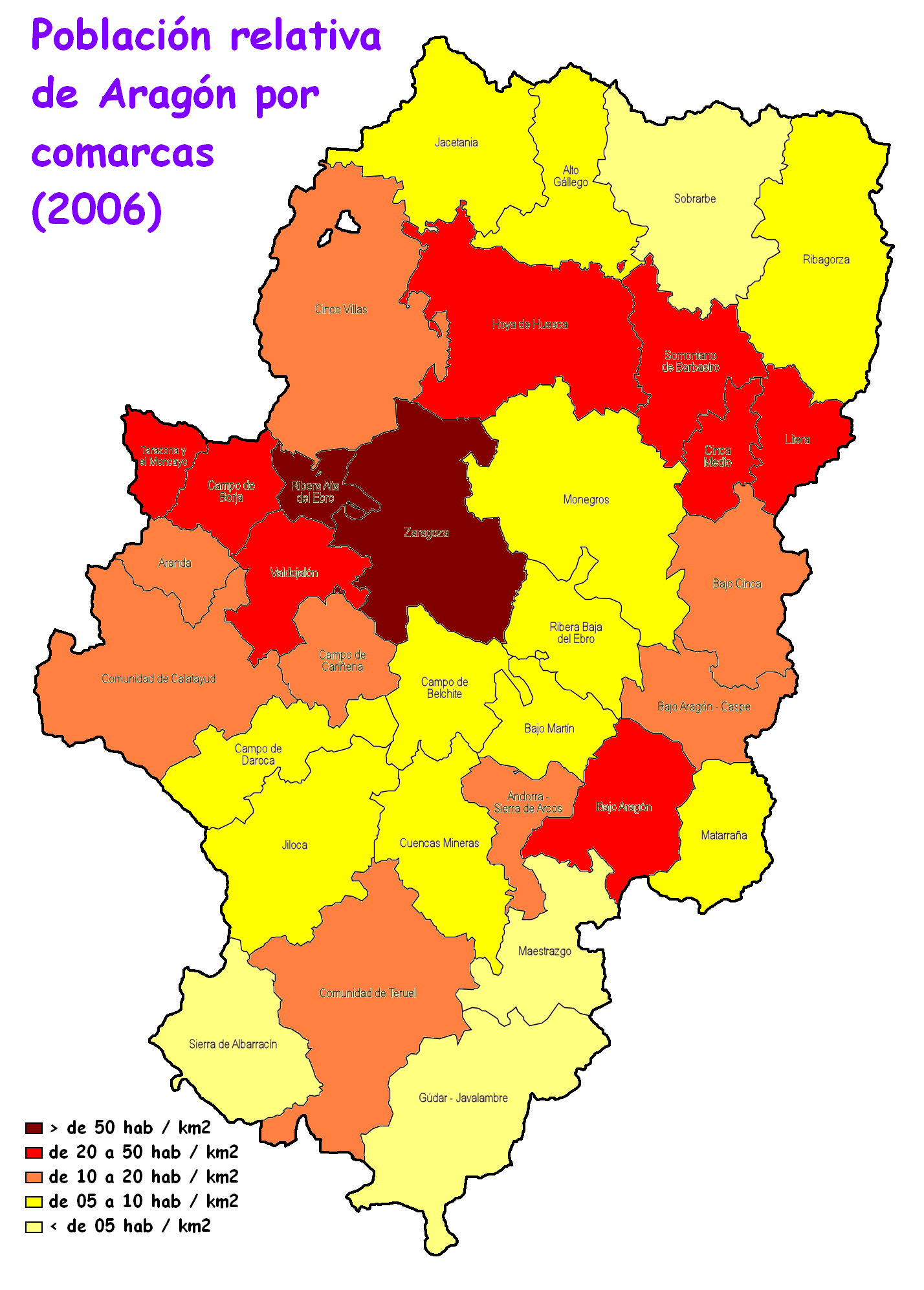
Densidad de población por comarcas en 2006. En la actualidad La Ribagorza, Campo de Borja, Campo de Belchite y Campo de Daroca estarían en una categoría inferior a la correspondiente en este mapa

| #  | Comarca                 | 2019    | Superficie (km²) | Densidad (hab/km²) | Provincia(s)      |
| -- | ----------------------- | ------- | ---------------- | ------------------ | ----------------- |
| 01 | Comarca Central         | 768 141 | 2288,80          | 330,43             | Zaragoza          |
| 02 | Ribera Alta del Ebro    | 27 310  | 416,80           | 65,46              | Zaragoza          |
| 03 | Cinca Medio             | 23 829  | 576,70           | 41,32              | Huesca            |
| 04 | Valdejalón              | 29 095  | 933,30           | 31,17              | Zaragoza          |
| 05 | Tarazona y el Moncayo   | 13 792  | 452,40           | 30,49              | Zaragoza          |
| 06 | Hoya de Huesca          | 68 076  | 2518,10          | 26,95              | Huesca y Zaragoza |
| 07 | La Litera               | 18 293  | 733,90           | 24,93              | Huesca            |
| 08 | Bajo Aragón             | 28 563  | 1304,30          | 21,90              | Teruel            |
| 09 | Somontano de Barbastro  | 23 648  | 1166,60          | 20,27              | Huesca            |
| 10 | Campo de Borja          | 13 776  | 690,50           | 19,95              | Zaragoza          |
| 11 | Bajo Cinca              | 24 589  | 1419,60          | 17,32              | Huesca y Zaragoza |
| 12 | Andorra-Sierra de Arcos | 9890    | 675,10           | 14,65              | Teruel            |
| 13 | Comunidad de Teruel     | 46 151  | 2791,60          | 16,66              | Teruel            |
| 14 | Bajo Aragón-Caspe       | 14 721  | 997,30           | 14,76              | Zaragoza          |
| 15 | Comunidad de Calatayud  | 37 036  | 2518,10          | 14,71              | Zaragoza          |
| 16 | Campo de Cariñena       | 9940    | 772,00           | 12,88              | Zaragoza          |
| 17 | Aranda                  | 6544    | 561,00           | 11,66              | Zaragoza          |
| 18 | Cinco Villas            | 30 622  | 3062,50          | 10,00              | Zaragoza          |
| 19 | Alto Gállego            | 13 462  | 1359,80          | 9,90               | Huesca            |
| 20 | La Jacetania            | 17 704  | 1857,90          | 9,53               | Huesca y Zaragoza |
| 21 | Matarraña               | 8196    | 933,00           | 8,78               | Teruel            |
| 22 | Ribera Baja del Ebro    | 8450    | 989,90           | 8,54               | Zaragoza          |
| 23 | Bajo Martín             | 6307    | 795,20           | 7,93               | Teruel            |
| 24 | Los Monegros            | 18 447  | 2764,40          | 6,67               | Huesca y Zaragoza |
| 25 | Jiloca                  | 12 153  | 1932,10          | 6,29               | Teruel            |
| 26 | Cuencas Mineras         | 7960    | 1407,60          | 5,66               | Teruel            |
| 27 | Campo de Daroca         | 5555    | 1117,90          | 4,97               | Zaragoza          |
| 28 | La Ribagorza            | 12 015  | 2459,80          | 4,88               | Huesca            |
| 29 | Campo de Belchite       | 4595    | 1043,80          | 4,40               | Zaragoza          |
| 30 | Sobrarbe                | 7441    | 2202,70          | 3,38               | Huesca            |
| 31 | Gúdar-Javalambre        | 7363    | 2351,60          | 3,13               | Teruel            |
| 32 | Sierra de Albarracín    | 4377    | 1414,00          | 3,10               | Teruel            |
| 33 | Maestrazgo              | 3177    | 1204,30          | 2,64               | Teruel            |